# Brigitte Ntiamoah
Brigitte Ntiamoah (* 5. März 1994 in Mülhausen) ist eine französische Leichtathletin, die sich auf den Sprint spezialisiert hat.

## Sportliche Laufbahn
Erste internationale Erfahrungen sammelte Brigitte Ntiamoah im Jahr 2011, als sie bei den Jugendweltmeisterschaften nahe Lille im 400-Meter-Lauf mit 57,38 s im Halbfinale ausschied und mit der französischen Sprintstaffel (1000 Meter) mit 2:11,7 min den Finaleinzug verpasste. Anschließend schied sie beim Europäischen Olympischen Jugendfestival (EYOF) in Trabzon über 400 Meter mit 57,24 s in der ersten Runde aus. 2013 gewann sie mit der französischen 4-mal-100-Meter-Staffel in 44,00 s die Silbermedaille bei den Junioreneuropameisterschaften in Rieti und gelangte auch über 200 Meter und mit der 4-mal-400-Meter-Staffel ins Finale und belegte dort in 23,97 s und 3:40,21 min jeweils den siebten Platz. Im Jahr darauf gewann sie bei den U23-Mittelmeermeisterschaften in Aubagne in 23,92 s die Bronzemedaille im 200-Meter-Lauf hinter ihrer Landsfrau Jennifer Galais und Irene Siragusa aus Italien und mit der 4-mal-100-Meter-Staffel gewann sie in 45,29 s die Goldmedaille. Bei den Leichtathletik-U23-Europameisterschaften 2015 im estnischen Tallinn gewann Ntiamoah in 23,49 s die Bronzemedaille über 200 Meter hinter den Deutschen Rebekka Haase und Anna-Lena Freese und wurde mit der 4-mal-400-Meter-Staffel im Finale disqualifiziert. Auch bei den World Relays auf den Bahamas kam sie mit der 4-mal-200-Meter-Staffel nicht ins Ziel. Ihr bisher größter Erfolg ist die Silbermedaille mit der 4-mal-400-Meter-Staffel bei den Europameisterschaften 2016 in Amsterdam in 3:25,96 min hinter dem Team aus dem Vereinigten Königreich. Sie war daher auch Teil der Staffel bei den Olympischen Spielen in Rio de Janeiro, verpasste dort aber mit 3:26,18 min den Finaleinzug. 
Bei den IAAF World Relays 2017 belegte sie mit der 4-mal-400-Meter-Staffel in 3:35,03 min den achten Platz und bei den IAAF World Relays 2019 in Yokohama schied sie mit 3:36,28 min im Vorlauf aus. Bei den World Athletics Relays 2021 im polnischen Chorzów belegte sie in 3:40,58 min den achten Platz in der 4-mal-400-Meter-Staffel. Im August startete sie mit der Staffel bei den Olympischen Sommerspielen in Tokio und verpasste dort mit 3:25,07 min den Finaleinzug. 
2015 wurde Ntiamoah französische Hallenmeisterin im 200-Meter-Lauf.

## Persönliche Bestleistungen
- 200 Meter: 23,13 s (+1,6 m/s), 30. Juni 2016 in Barcelona
  - 200 Meter (Halle): 23,57 s, 22. Februar 2015 in Aubière
- 400 Meter 52,21 s, 26. Juni 2021 in Angers
  - 400 Meter (Halle): 54,06 s, 7. Februar 2021 in Miramas